# مونيكا جيراردو
مونيكا جيراردو (بالإسبانية: Mónica Gerardo)‏ هي لاعبة كرة قدم مكسيكية، ولدت في 10 نوفمبر 1976 في سيمي فالي في الولايات المتحدة. شاركت مع منتخب المكسيك لكرة القدم للسيدات. أما مع النوادي، فقد لعبت مع Washington Freedom (soccer) ‏.

## وصلات خارجية
- مونيكا جيراردو على موقع الاتحاد الدولي (مؤرشف)  (الإنجليزية)
- مونيكا جيراردو على موقع قاعدة بيانات كرة القدم.إي يو (الإنجليزية)